# Lavault-Sainte-Anne

Lavault-Sainte-Anne este o comună în departamentul Allier din centrul Franței. În 1 ianuarie 2022 avea o populație de 1.138 de locuitori.